# Бистра (хребет)
Бистра (мак. Бистра) — гірський хребет, розташований на заході Північної Македонії, займає площу близько 572,8 км2. Має багато вершин, що перевищують 2000 м. Найвища точка — пік Медениця, що має висоту 2163 м над рівнем моря. Гори багаті карстовими формами рельєфу. Найвідоміші печери — Алилиця і Калина Дупка. Більша частина території масиву лежить у межах національного парку Маврово.